# 三三四學制
三三四學制是指香港三年初中、三年高中及四年大學的教育制度，為全球多數國家所採用。與此相對的是「三二二三學制」，主要由英國、英聯邦國家、英國前殖民地採用。

## 三三四學制
三三四學制是香港教育制度改革的主要部份之一。香港中學教育在殖民地時期跟隨英國教育的制度，採取三年初中、二年高中、二年預科及三年大學的制度，即是「三二二三學制」。香港主權移交後，香港教育統籌局（教統局，現教育局）提出三三四學制報告，提出把中學改為三年初中、三年高中，而大學則轉為四年制。教育統籌局在三三四新高中學制改革第二輪諮詢報告中指出，落實在2009年9月於中學落實實施新學制，而大學則於2012年於實施改制，2009至2012年是過渡時期，兩個學制同時存在。
三三四學制其中一個焦點是設通識教育科，並列之為三三四新高中課程中的必修科，這項課程的建議曾經引起社會各界廣泛討論和爭議，各大報章和不同媒體，都十分關心這個課目所討論的社會議題。
在「三二二三」的舊學制下，全港只有約三分之一的中五畢業生能升讀中六（預科），因此教統局建議提供更多教育機會，讓所有學生均有機會就讀三年制高中。同時，現時中五的香港中學會考及中七的香港高級程度會考合併，學生將來會在中六應考名為香港中學文憑考試的新公開試。
整項改革涉及至少67億港元的開支，而大學轉為4年制後，每年將額外增加8億港元的經常開支。